# Botanophila kurilensis
Botanophila kurilensis är en tvåvingeart som beskrevs av Masayoshi Suwa 2001. Botanophila kurilensis ingår i släktet Botanophila och familjen blomsterflugor. Inga underarter finns listade i Catalogue of Life.